# Filadélfio

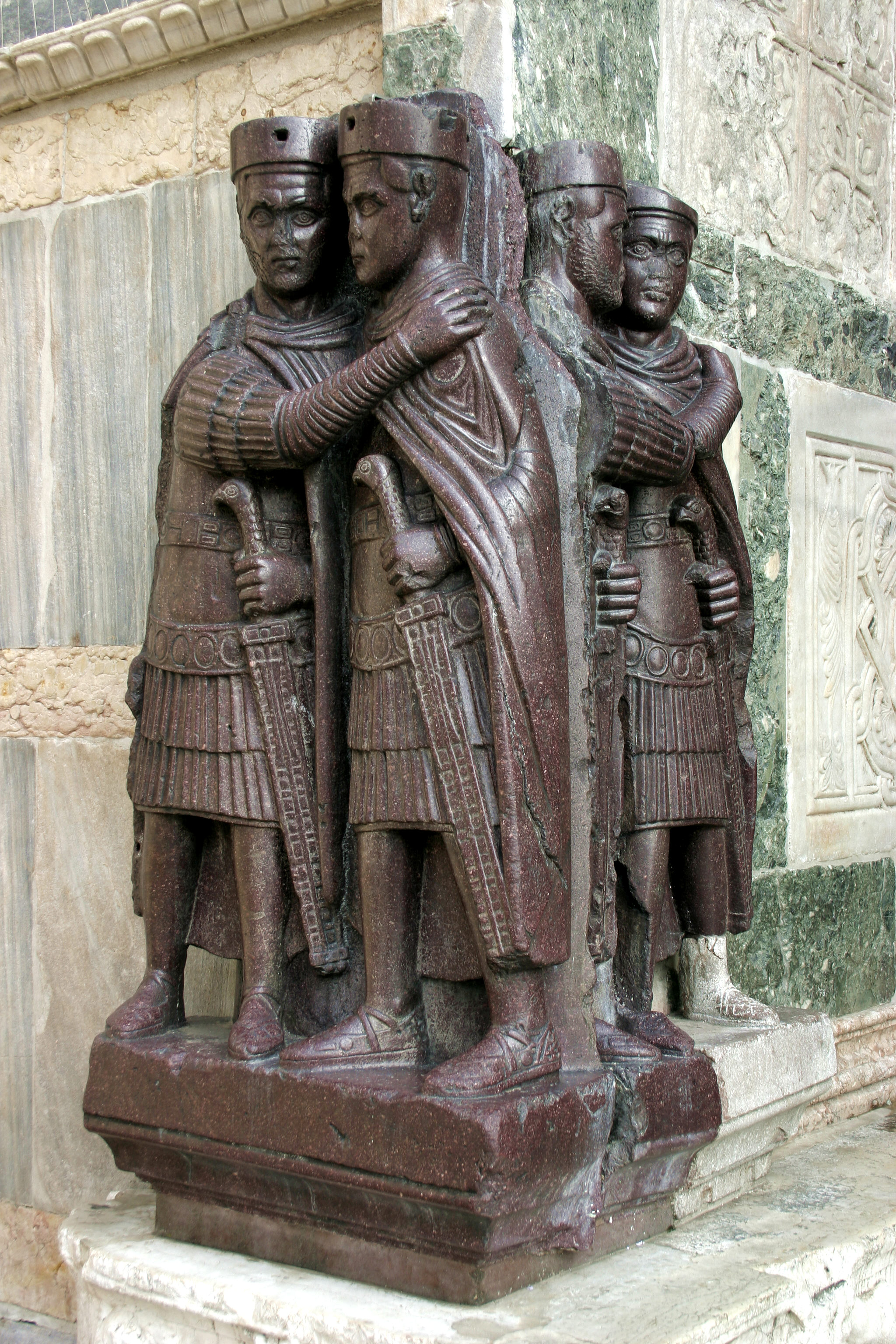
Os Tetrarcas

Filadélfio (em latim: Philadelphium; em grego: Φιλαδέλφιον; romaniz.: Philadélphion; lit. "lugar do amor fraterno") foi uma praça pública quadrática que fora ornada com várias estátuas em pórfiro que teria existido na capital imperial de Constantinopla (atual Istambul) próximo ao ponto onde a Mese, a principal avenida da cidade, divide-se em dois ramos. Originalmente pensou-se que o sítio da praça estaria no local da Mesquita do Príncipe (Şehzade Camii), porém, segundo estimativas arqueológicas mais modernas e a interpolação com os dados textuais existentes, provavelmente estaria situada no sítio da Mesquita de Laleli.
Segundo as Breves Notas Históricas, o Filadélfio era originalmente conhecido como Protiquisma (obra exterior) e o sítio de um portão no muro da cidade construído pelo imperador Caro (r. 283–284). Raymond Janin sugere que este Protiquisma era um muro defensivo exterior protegendo os muros erigidos por Sétimo Severo (r. 193–211) durante a reconstrução de Bizâncio, possivelmente indicando que a cidade já tivesse se expandido para além da Muralha Severiana. As Breves relatam que o sítio recebeu o nome Filadélfio de um grupo escultórico mostrando a reunião dos três filhos de Constantino após a morte do imperador em 337 e seu abraço como um sinal de devoção e suporte mútuos. Na verdade, o evento nunca ocorreu - os filhos de Constantino apenas encontraram-se brevemente na Panônia após sua morte - mas a estátua provavelmente existiu, similar a outra estátua de três cabeças de Constantino e dois de seus filhos, Constante e Constâncio, que as Breves relatam como tendo sido perdida no mar pelo tempo de Teodósio II (r. 408–450), simbolizando concórdia na família imperial.

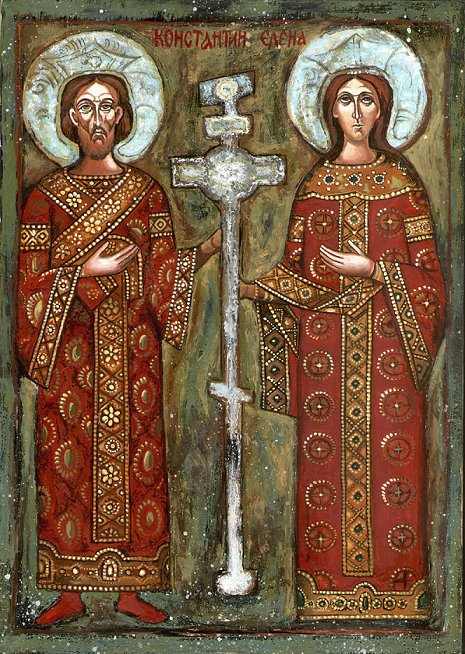
Ícone ortodoxo búlgaro de Constantino, Helena e a Vera Cruz

As Breves relatam a presença de estátuas de Constantino, o Grande (r. 306–337), sua mãe Helena, e seus filhos, todos sentados em tronos em torno de uma grande coluna quadrilateral de pórfiro, encimada por uma cruz dourada e marcada com o sinal de uma esponja na base, bem como estátuas de Juliano, o Apóstata (r. 361–363) e sua esposa, erroneamente registrada pelas Breves como Anastácia. Talvez esta fosse uma estátua da irmã de Constantino, Anastácia. Segundo as Bases, a coluna foi erigida por Constantino para celebrar uma visão celestial que ele recebera da cruz no local; estudioso modernos, contudo, consideram o complexo do monumento como originário em data posterior, comemorando a descoberta da Vera Cruz por Helena. A Pátria de Constantinopla registra as estátuas de dois filhos de Constantino sentados em tronos situadas em lugares opostos na coluna. Estas estátuas aparentemente sobreviveram até o século XV, quando foram popularmente conhecido como "Juízes Verdadeiros".
Em 1958, P. Verzone identificou o grupo escultórico conhecido como Os Tetrarcas, que foi saqueado durante a Quarta Cruzada em 1204, levado à Veneza, e incorporado na Basílica de São Marcos, com as estátuas sendo mencionadas nas Bases. Essa identificação foi reforçada pela descoberta de uma fragmento perdido do grupo próximo a Mesquita de Bodrum, mas como os editores das Breves apontam, "há muitas discrepâncias entre aqueles grupos e as descrição das Bases aqui para permitir qualquer segurança". Além disso, dada a imprecisão dos detalhes históricos nas Bases, é possível que a identificação com os filhos de Constantino esteja errada, enquanto é incerto através do texto determinar se este monumento haveria sobrevivido até o século VIII ou se teria sido destruído muito antes.
Além de estátuas, sabe-se que o Filadélfio abrigava um complexo monumental chamado Capitólio, que fora edificado por Constantino à época da refundação de Bizâncio como Constantinopla. Segundo as Breves, a procissão da cerimônia de dedicação da cidade teria iniciado no Filadélfio, e não na Magnaura. No Sobre as Cerimônias do imperador Constantino VII Porfirogênito (r. 913–959) relata-se que nas procissões realizadas pela figura imperial à Igreja dos Santos Apóstolos no domingo de Páscoa, era necessário passar pelo Filadélfio.